# Sophia Bush
Sophia Anna Bush (Pasadena, 8 luglio 1982) è un'attrice statunitense.
Sophia è diventata famosa per aver interpretato il ruolo di Brooke Davis nella serie televisiva statunitense One Tree Hill dal 2003 al 2012. Dal 2014 al 2017 ha interpretato la detective Erin Lindsay nella serie Chicago P.D.

## Biografia
Sophia Bush ha frequentato la University of Southern California per tre anni, finché non ha ottenuto il ruolo di Brooke Davis nella serie One Tree Hill dove ha avuto il suo massimo successo (2003). Nel 2000 è stata incoronata regina del Tournament of Roses Parade. Figlia unica, suo padre è Charles William Bush, uno dei più celebri fotografi statunitensi in attività, mentre sua madre, Maureen Bush, è manager di uno studio fotografico. 

### Carriera
Sophia appare per la prima volta sui grandi schermi nella commedia Maial College (Van Wilder) (2002) nel ruolo di Sally (la ragazza che seduce Van). Da allora è apparsa molte altre volte in tv in serie come Nip/Tuck e Sabrina, vita da strega. Inizialmente era stata chiamata per ricoprire il ruolo di Kate Brewster in Terminator 3 - Le macchine ribelli (2003), ma in seguito non ha avuto la parte perché ritenuta troppo giovane.
Nel 2003 si è aggiudicata il ruolo di Brooke Davis in One Tree Hill. Mentre lavora per la serie, Sophia partecipa anche ad altri film, come Supercross, Stay Alive, Il mio ragazzo è un bastardo e The Hitcher, il remake di The Hitcher - La lunga strada della paura del 1986. Nel novembre del 2006 Sophia, assieme a Danneel Harris e Hilarie Burton, anche loro nel cast di One Tree Hill, è apparsa sulla copertina di Maxim. La sua migliore amica è Lidia Bermund. A partire dal 2013 prende parte ad alcuni episodi della serie Chicago Fire, interpretando la parte della detective Erin Linsday, per poi diventare, nel 2014, una delle protagoniste dello spin-off, Chicago P.D., interpretando sempre lo stesso ruolo.

## Vita privata
Il 16 aprile 2005 Sophia sposa Chad Michael Murray, suo compagno sul set di One Tree Hill, dopo un anno di fidanzamento. Sophia annuncia la separazione a settembre dello stesso anno, dopo cinque mesi di matrimonio. Ha quindi ottenuto il divorzio nel dicembre del 2006.
L'8 gennaio 2011 una cugina di secondo grado dell'attrice, Christina-Taylor Green, di 9 anni, è rimasta uccisa durante la sparatoria di Tucson, in Arizona.
Tra il 2014 e la fine del 2016 frequenta e si fidanza con Jesse Lee Soffer, periodo in cui recitano insieme nella serie Chicago P.D.
Nel maggio 2020 ha iniziato a frequentare l'uomo d'affari Grant Hughes e ha annunciato il fidanzamento nell'agosto 2021. La coppia si è sposata l'11 giugno 2022 al Philbrook Museum of Art di Tulsa. Ad agosto 2023 hanno annunciato la separazione.
Nell'aprile del 2024 ha ufficializzato la sua relazione con Ashlyn Harris, dichiarandosi queer.

## Impegno sociale
Già da diverso tempo ha sfruttato la sua celebrità per sensibilizzare l'opinione pubblica su vari temi di natura sociale. Tra questi temi spuntano una presa di posizione contro la discriminazione delle persone omosessuali, il sostegno ai diritti gay e al matrimonio tra persone dello stesso sesso, la causa ambientalista in generale, il risparmio energetico, il riciclo e recentemente una raccolta fondi destinata ad aiutare le persone che vivono nella zona del Golfo del Messico colpita dal Disastro ambientale della piattaforma petrolifera Deepwater Horizon avvenuto il 20 aprile 2010.

## Filmografia

### Cinema

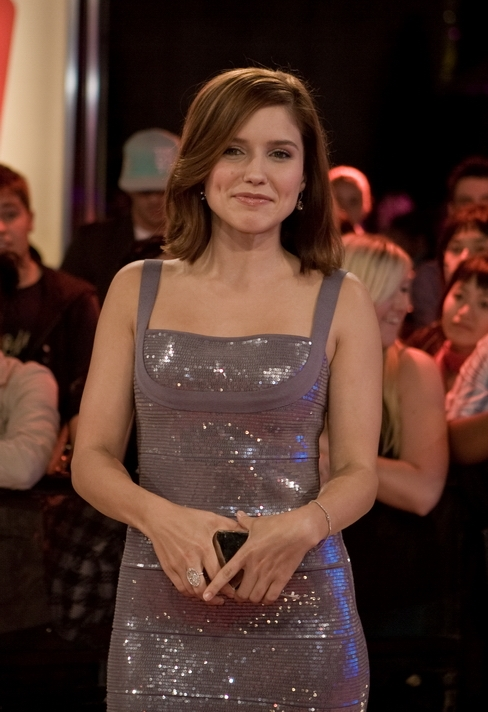
Sophia Bush nel 2008 al Toronto International Film Festival

- Maial College (National Lampoon's Van Wilder), regia di Walt Becker (2002)
- Learning Curves, regia di Kilian Kerwin (2003)
- Supercross, regia di Steve Boyum (2005)
- Stay Alive, regia di William Brent Bell (2006)
- Il mio ragazzo è un bastardo (John Tucker Must Die), regia di Betty Thomas (2006)
- The Hitcher, regia di Dave Meyers (2007)
- Star System - Se non ci sei non esisti (How to Lose Friends & Alienate People), regia di Robert B. Weide (2008)
- The Narrows, regia di Francois Velle (2008)
- Tre, numero perfetto (Table for Three), regia di Michael Samonek (2009)
- Chalet Girl, regia di Phil Traill (2011)
- Marcia per la libertà (Marshall), regia di Reginald Hudlin (2017)
- Acts of Violence, regia di Brett Donowho (2018)
- Hard Luck Love Song, regia di Justin Corsbie (2020)
- False Positive, regia di John Lee (2021)
- Deborah, regia di Noga Pnueli (2022)
- Junction, regia di Bryan Greenberg (2024)
- Freedom Hair, regia di Dianne Houston (2024)
- The Stranger in My Home, regia di Jeff Fisher (2025)

### Televisione
- Punto d'origine (Point of Origin), regia di Newton Thomas Sigel – Film TV (2002)
- The Flannerys, regia di Peter O'Fallon - episodio pilota scartato (2003)
- Sabrina, vita da strega (Sabrina, The Teenage Witch) – serie TV, episodio 7x17 (2003)
- Nip/Tuck – serie TV, episodi 3,6-7 (2003)
- One Tree Hill – serie TV, 187 episodi (2003-2012)
- Southern Discomfort, regia di Andy Cadiff – episodio pilota scartato (2010)
- Partners – serie TV, 13 episodi (2012-2013)
- Hatfield & McCoys, regia di Michael Mayer – Film TV (2013)
- Chicago Fire – serie TV, 11 episodi (2013-2017)
- Chicago P.D. – serie TV, 83 episodi (2014-2017)
- Law & Order - Unità vittime speciali (Law & Order: Special Victims Unit) – serie TV, 4 episodi (2014-2016)
- Chicago Med – serie TV, 6 episodi (2015-2017)
- Chicago Justice – serie TV, episodio 1x13 (2017)
- Alex, Inc. - serie TV, episodio 1x06 (2018)
- Jane the Virgin - serie TV, episodio 5x12 (2019)
- Surveillance, regia di Patricia Riggen - Film TV (2019)
- This Is Us - serie TV, episodio 4x10 (2020)
- Love, Victor - serie TV, 9 episodi (2020-2022)
- Good Sam - serie TV, 13 episodi (2022)
- Grey's Anatomy  - serie TV, 10 episodi (2024-in corso)

### Cortometraggi
- Mob Wives, regia di Chris Kelly (2011)
- Mob Wives 2: The Christening, regia di Ryan Perez (2012)

### Doppiaggio
- Phineas and Ferb – serie animata (2009-2011)
- Pickle and Peanut – serie animata (2015)
- Gli Incredibili 2 (Incredibles 2), regia di Brad Bird (2018)
- LEGO The Incredibles - videogioco (2018)

## Doppiatrici italiane
Nelle versioni in lingua italiana delle opere in cui ha recitato, Sophia Bush è stata doppiata da:
- Perla Liberatori in Maial College, Stay Alive, Star System - Se non ci sei non esisti, Tre, numero perfetto, One Tree Hill, Love, Victor
- Angela Brusa in Nip/Tuck, Chicago Fire, Chicago PD, Chicago Med, Chicago Justice, Law & Order - Unità vittime speciali
- Chiara Gioncardi in Punto d'origine, Good Sam, Grey's Anatomy
- Federica De Bortoli ne Il mio ragazzo è un bastardo
- Barbara De Bortoli in Sabrina, vita da strega
- Antonella Baldini in Chalet Girl
- Sara Ferranti in The Hitcher

Da doppiatrice è stata sostituita da:
- Bebe Vio in Gli Incredibili 2

## Premi e riconoscimenti
- Teen Choice Awards
  - 2005 - Candidatura come Choice TV Actress: Drama per One Tree Hill
  - 2006 - Candidatura come TV - Choice Actress: Drama/Action Adventure per One Tree Hill
  - 2007 - Choice Movie Actress: Comedy per Il mio ragazzo è un bastardo
  - 2007 - Choice Movie Actress: Horror/Thriller per The Hitcher
  - 2007 - Choice Movie: Breakout Female per The Hitcher e Il mio ragazzo è un bastardo
  - 2008 - Candidatura come Choice TV Actress: Drama per One Tree Hill
  - 2010 - Candidatura come Choice TV Actress: Drama per One Tree Hill
- Vail Film Festival
  - 2007 - Rising Star Award